# بخش فرانکونیا (شهرستان مونتگومری، پنسیلوانیا)
بخش فرانکونیا (به انگلیسی: Franconia Township) یک منطقهٔ مسکونی در ایالات متحده آمریکا است که در شهرستان مونتگومری، پنسیلوانیا واقع شده‌است. بخش فرانکونیا ۱۳٬۰۶۴ نفر جمعیت دارد و ۱۲۴٫۰۶ متر بالاتر از سطح دریا واقع شده‌است.